# Nemesia karasbergensis
Nemesia karasbergensis är en flenörtsväxtart som beskrevs av Harriet Margaret Louisa Bolus. Nemesia karasbergensis ingår i släktet nemesior, och familjen flenörtsväxter. Inga underarter finns listade i Catalogue of Life.